# 林美佐
林美佐（はやし みさ、1990年12月9日 - ）は、愛知県出身の女性グラビアアイドル。2023年12月の舞台を最後にで引退する。

## 経歴
小学6年生頃から多くのオーディションを受け始める。2013年にデビュー。農業をPRする音楽ユニット「トランスファーマー」のメンバーとして活動した。
2016年秋、3カ月連続で急性胃腸炎に罹り、検査したところ卵巣が4倍近くに腫れていたことが発覚、手術に踏み切る。2017年2月5日、卵巣腫瘍治療のため芸能活動を一時休止することを明らかにした。
2018年2月22日、病気療養から復活したことを自身のツイッターにて報告した。
臍の下に穴をあける腹腔鏡下手術を受けたが、傷も目立たないためグラビアに復帰。3月にはイメージビデオ「また会えたね」を発売。
2023年12月12日から17日まで、自身がプロデュースを手掛けた舞台「誰が為の歌姫」で主演を務める。

## 出演

### ウェブテレビ
- ぶるぺん（2018年7月、GYAO!）[7]

### 舞台
- 誰が為の歌姫（2023年12月12日 - 17日、新宿スターフィールド、プロデュース：林美佐、演出・脚本：星達也）

## 作品

### DVD
- first contact（2014年3月28日、オルスタックソフト販売）
- milky lotus（2015年2月28日、BNS）
- 戯れな約束（2015年6月30日、イーネット・フロンティア）
- 恋してロータス（2015年12月24日、ギルド）
- みさいろトリップ（2016年6月24日、スパイスビジュアル）
- へなちょこロリータ（2017年1月25日、エアーコントロール）
- また会えたね（2018年3月30日、グラッソ）